# Skarby
Skarby – powieść kryminalna dla dzieci i młodzieży autorstwa Joanny Chmielewskiej wydana w 1988 roku. Książka jest kolejną częścią przygód rodzeństwa – Janeczki i Pawełka Chabrowiczów.

## Opis fabuły
W trakcie szkolnej zbiórki makulatury rodzeństwo Chabrowiczów odnajduje fragmenty tajemniczego listu nadanego z Algierii. Nadawca informuje w nim o skarbach, które można zdobyć po „odwaleniu” czegoś. Ta informacja, połączona z faktem, że koperta nigdy nie została otwarta, tylko podarta wraz z listem, pobudza wyobraźnię Pawełka i Janeczki. Postanawiają spróbować dostać się do Algierii i odnaleźć tajemnicze skarby.
Aby tego dokonać, rodzeństwo w tajemnicy przed rodziną załatwia swojemu ojcu wyjazd na kilkuletni kontrakt do Algierii. Zdumiony i oszołomiony pan Roman, pod naciskiem żony, zgadza się podjąć pracę i w ekspresowym tempie nauczyć języka francuskiego.
Tym sposobem w wakacje Janeczka i Pawełek mogą wreszcie udać się w wymarzoną podróż w poszukiwaniu skarbów rodem z Baśni tysiąca i jednej nocy, a przy okazji pomóc algierskiej policji w ujęciu szajki złodziei.

## Miejsce akcji
Większość akcji toczy się w Algierii, głównie w mieście Tiaret (gdzie pracuje pan Roman) oraz okolicznych miejscowościach Mahdia i Sougueur. Bohaterowie odwiedzają również Algier, Medeę, Mostaganem, Oran, a także miejsce zwane przez nich „Wąwozem Małp”, które według opisu w książce znajduje się w Parku Narodowym Chrea, na trasie łączącej Bildę z Medeą.

## Bohaterowie

### Główni bohaterowie
- Janeczka i Pawełek Chabrowicz – niezwykle inteligentne i przedsiębiorcze rodzeństwo na co dzień mieszkające w Warszawie. Oboje mają blond włosy i niebieskie oczy.
- Chaber – pies myśliwski, podobny do wyżła, obdarzony niezwykłym węchem. Został przygarnięty przez rodzinę Chabrowiczów w pierwszej części serii – Nawiedzonym domu. Jest najlepszym przyjacielem Janeczki i Pawełka.
- Roman i Krystyna Chabrowicz – rodzice Janeczki i Pawełka. Pan Roman jest inżynierem budownictwa lądowego i za sprawą swoich dzieci zostaje zatrudniony w Algierii. Pani Krystyna wraz z dziećmi odwiedzają go w czasie wakacji.

### Pozostałe postacie
Polacy mieszkający w Tiarecie
- państwo Kawałkiewiczowie
- państwo Zwijkowie
- państwo Ostrowscy
- pan Rogaliński
- pan Krzak
- pan Łopatko

Inne postacie
- państwo Sęczykowscy – znajomi państwa Chabrowiczów, mieszkający w Oranie.
- Hakim Khedar – arabski znajomy państwa Sęczykowskich. Jest inteligentny, zna biegle język angielski i francuski. Ubiera się po europejsku. Pracuje w algierskim Ministerstwie Spraw Wewnętrznych i jest zwierzchnikiem policji.

Przestępcy
- Szajka złodziei – grupa Arabów okradająca m.in. domy Europejczyków. Ich łupem padały głównie części samochodowe i sprzęt elektroniczny, ale także ubrania.
- Człowiek z Mahdii – nieuchwytny przywódca szajki, mieszkający gdzieś w Mahdii. Rozbawiony kradzieżą lampy oliwnej przez europejskie dzieci, przesłał im nową w prezencie.